# Atiba Hutchinson
Atiba Hutchinson (Brampton, 1983. február 8. –) kanadai válogatott labdarúgó, posztját tekintve középpályás.

## Pályafutása

### Klubcsapatokban
Hutchinson a kanadai Brampton városában született. Az ifjúsági pályafutását a York Region Shooters csapatában kezdte, majd a Toronto Lynx akadémiájánál folytatta.
2003-ban mutatkozott be a svéd Öster felnőtt keretében. 2004-ben a Helsingborg, majd 2006-ban a dán København szerződtette. 2010-ben a holland első osztályban szereplő PSV Eindhovenhez igazolt. 2013. július 31-én szerződést kötött a török első osztályban érdekelt Beşiktaş együttesével. Először a 2014. január 25-ei, Trabzonspor ellen 1–1-es döntetlennel zárult mérkőzésen lépett pályára. Első gólját 2014. március 23-án, az Akhisar Belediyespor ellen hazai pályán 3–0-ra megnyert találkozón szerezte meg.

### A válogatottban
Hutchinson az U20-as és az U23-as korosztályú válogatottakban is képviselte Kanadát.
2003-ban debütált a felnőtt válogatottban. Először a 2003. január 18-ai, USA ellen 4–0-ra elvesztett mérkőzésen lépett pályára. Első válogatott gólját 2004. október 9-én, Honduras ellen 1–1-es döntetlennel zárult VB-selejtezőn szerezte meg.

## Statisztikák
2023. június 3. szerint
| Klub     | Szezon   | Osztály   | Bajnokság | Bajnokság | Kupa  | Kupa | Nemzetközi | Nemzetközi | Összesen | Összesen |
| Klub     | Szezon   | Osztály   | Meccs     | Gól       | Meccs | Gól  | Meccs      | Gól        | Meccs    | Gól      |
| -------- | -------- | --------- | --------- | --------- | ----- | ---- | ---------- | ---------- | -------- | -------- |
| Beşiktaş | 2013–14  | Süper Lig | 30        | 1         | 0     | 0    | 2          | 0          | 32       | 1        |
| Beşiktaş | 2014–15  | Süper Lig | 30        | 2         | 3     | 0    | 10         | 0          | 43       | 2        |
| Beşiktaş | 2015–16  | Süper Lig | 34        | 2         | 3     | 0    | 6          | 0          | 43       | 2        |
| Beşiktaş | 2016–17  | Süper Lig | 28        | 1         | 2     | 0    | 11         | 1          | 41       | 2        |
| Beşiktaş | 2017–18  | Süper Lig | 25        | 2         | 2     | 0    | 7          | 0          | 34       | 2        |
| Beşiktaş | 2018–19  | Süper Lig | 27        | 4         | 0     | 0    | —          | —          | 27       | 4        |
| Beşiktaş | 2019–20  | Süper Lig | 30        | 6         | 1     | 0    | 1          | 0          | 32       | 6        |
| Beşiktaş | 2020–21  | Süper Lig | 36        | 4         | 3     | 0    | 1          | 0          | 40       | 4        |
| Beşiktaş | 2021–22  | Süper Lig | 25        | 1         | 4     | 2    | 4          | 0          | 33       | 3        |
| Beşiktaş | 2022–23  | Süper Lig | 5         | 1         | 3     | 0    | —          | —          | 8        | 1        |
| Összesen | Összesen | Összesen  | 270       | 24        | 21    | 2    | 42         | 1          | 333      | 27       |

### A válogatottban
| Válogatott | Év       | Pályára lépés | Gól |
| ---------- | -------- | ------------- | --- |
| Kanada     | 2003     | 4             | 0   |
| Kanada     | 2004     | 7             | 1   |
| Kanada     | 2005     | 7             | 1   |
| Kanada     | 2006     | 4             | 0   |
| Kanada     | 2007     | 9             | 1   |
| Kanada     | 2008     | 9             | 0   |
| Kanada     | 2009     | 7             | 0   |
| Kanada     | 2010     | 3             | 1   |
| Kanada     | 2011     | 5             | 0   |
| Kanada     | 2012     | 7             | 0   |
| Kanada     | 2013     | 3             | 0   |
| Kanada     | 2014     | 4             | 1   |
| Kanada     | 2015     | 4             | 1   |
| Kanada     | 2016     | 4             | 0   |
| Kanada     | 2017     | 1             | 0   |
| Kanada     | 2018     | 2             | 1   |
| Kanada     | 2019     | 5             | 0   |
| Kanada     | 2021     | 6             | 1   |
| Kanada     | 2022     | 11            | 1   |
| Kanada     | 2023     | 3             | 0   |
| Összesen   | Összesen | 105           | 9   |

#### Góljai a válogatottban
| # | Időpont             | Helyszín                                                       | Ellenfél             | Gólok | Eredmény | Kiírás                                |
| - | ------------------- | -------------------------------------------------------------- | -------------------- | ----- | -------- | ------------------------------------- |
| 1 | 2004. október 9.    | Estadio Olímpico Metropolitano, San Pedro Sula, Honduras       | Honduras             | 1–0   | 1–1      | 2006-os VB-selejtező                  |
| 2 | 2005. július 12.    | Gillette Stadion, Foxborough, Amerikai Egyesült Államok        | Kuba                 | 2–0   | 2–1      | 2005-ös CONCACAF-aranykupa            |
| 3 | 2007. március 25.   | Nemzeti Stadion, Devonshire Parish, Bermuda                    | Bermuda              | 1–0   | 3–0      | Barátságos mérkőzés                   |
| 4 | 2010. október 8.    | Valerij Lobanovszkij Stadion Kijev, Ukrajna                    | Ukrajna              | 2–0   | 2–2      | Barátságos mérkőzés                   |
| 5 | 2014. május 23.     | Sonnenseestation, Récény, Ausztria                             | Bulgária             | 1–1   | 1–1      | Barátságos mérkőzés                   |
| 6 | 2015. szeptember 4. | BMO Field, Toronto, Kanada                                     | Belize               | 3–0   | 3–0      | 2018-as VB-selejtező                  |
| 7 | 2018. november 18.  | Warner Park Sporting Complex, Basseterre, Saint Kitts és Nevis | Saint Kitts és Nevis | 1–0   | 1–0      | 2019–2020-as CONCACAF-nemzetek ligája |
| 8 | 2021. szeptember 8. | BMO Field, Toronto, Kanada                                     | Salvador             | 1–0   | 3–0      | 2022-es VB-selejtező                  |
| 9 | 2022. február 2.    | Estadio Cuscatlán, San Salvador, Salvador                      | Salvador             | 1–0   | 2–0      | 2022-es VB-selejtező                  |

## Sikerei, díjai
København
- Danish Superliga
  - Bajnok (4): 2005–06, 2006–07, 2008–09, 2009–10

- Dán Kupa
  - Győztes (1): 2008–09

- Royal League
  - Győztes (1): 2005–06

PSV Eindhoven
- Holland Kupa
  - Győztes (1): 2011–12

- Holland Szuperkupa
  - Győztes (1): 2012

Beşiktaş
- Süper Lig
  - Bajnok (3): 2015–16, 2016–17, 2020–21

- Török Kupa
  - Győztes (1): 2020–21

- Török Szuperkupa
  - GYőztes (1): 2021

Egyéni
- Danish Superliga – Az Év Játékosa: 2009–10
- Az Év Kanadai Labdarúgója: 2010, 2012, 2014, 2015, 2016, 2017